# خوشحال (فیلم ۲۰۱۱)
«خوشحال» (انگلیسی: Happy) فیلمی در ژانر مستند است که در سال ۲۰۱۱ منتشر شد.